# Spoorlijn Somain - Sin-le-Noble
De spoorlijn Somain - Sin-le-Noble was een Franse spoorlijn die Somain verbond met Sin-le-Noble. De lijn was 15,3 km lang en ontsloot diverse mijnzetels.

## Geschiedenis

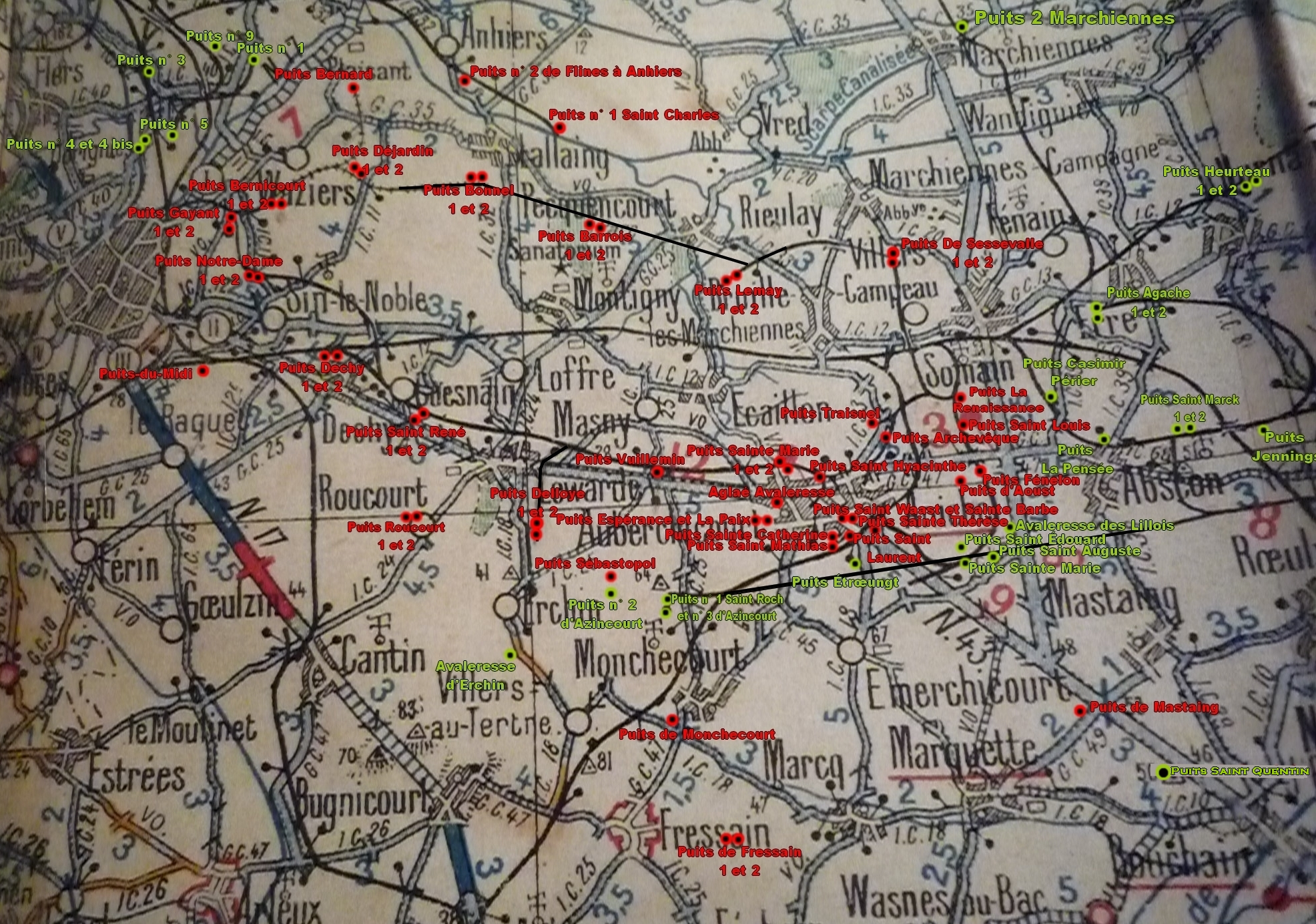
Locatie van de diverse mijnzetels tussen Somain en Douai.

De lijn is als private mijnspoorlijn door de Compagnie des mines d'Aniche aangelegd aan het eind van de 19e eeuw om de diverse mijnzetels te verbinden met Somain enerzijds en Douai anderzijds.

## Aansluitingen
In de volgende plaatsen was er een aansluiting op de volgende spoorlijnen:
Somain
RFN 250 000, spoorlijn tussen Busigny en Somain
RFN 258 000, spoorlijn tussen Aubigny-au-Bac en Somain
RFN 262 000, spoorlijn tussen Douai en Blanc-Misseron
RFN 268 000, spoorlijn tussen Somain en Halluin
lijn tussen Somain en Vieux-Condé
lijn tussen Somain en Waziers
Fosse Notre Dame
RFN 272 641, stamlijn Grande Paroisse